# 폰타나 광장 폭탄테러
폰타나 광장 폭탄테러(이탈리아어: Strage di piazza Fontana)는 1969년 12월 12일 밀라노 중심부의 국립농업은행에서 7kg 규모의 폭탄이 터져 17명이 사망하고 88명이 부상당한 테러였다. 같은 날 오후에는 로마의 한 은행에서도 폭탄이 터지기도 했다. 이 폭탄테러는 "모든 테러의 어머니" 등으로 불리지만 이 폭탄테러 이후 추가적인 테러들이 이어져 납의 시대의 시발점격인 사건으로 보기에 이탈리아의 현대사에서도 중요히 여겨지는 사건이다.
이 테러는 로마의 검찰청과 밀라노 법원을 비롯한 두 도시의 건물들을 동시에 강타한 53분 동안 발생한 5건의 테러 중 하나였다. 이 두 도시 이외에도 토리노 또한 신질서의 타겟이 되었으나 폭탄의 결함으로 폭탄은 로마 검찰청과 밀라노 법원, 그리고 토리노에서는 터지지 못했다.
이탈리아 정부는 처음에는 아나키스트의 소행으로 여겼지만, 이후 지속된 추가적인 조사로 이를 극우 테러리스트 조직인 신질서의 소행으로 결론내렸는데, 여기서 2005년 6월에 법원은 이 테러가 프랑코 프레다와 조반니 벤투라가 테러의 범인이라고 확정내렸지만 이들은 1987년에 확정판결 (Ne Bis in Idem)으로 무죄를 받았었기 때문에 기소가 불가능했다.

## 전개

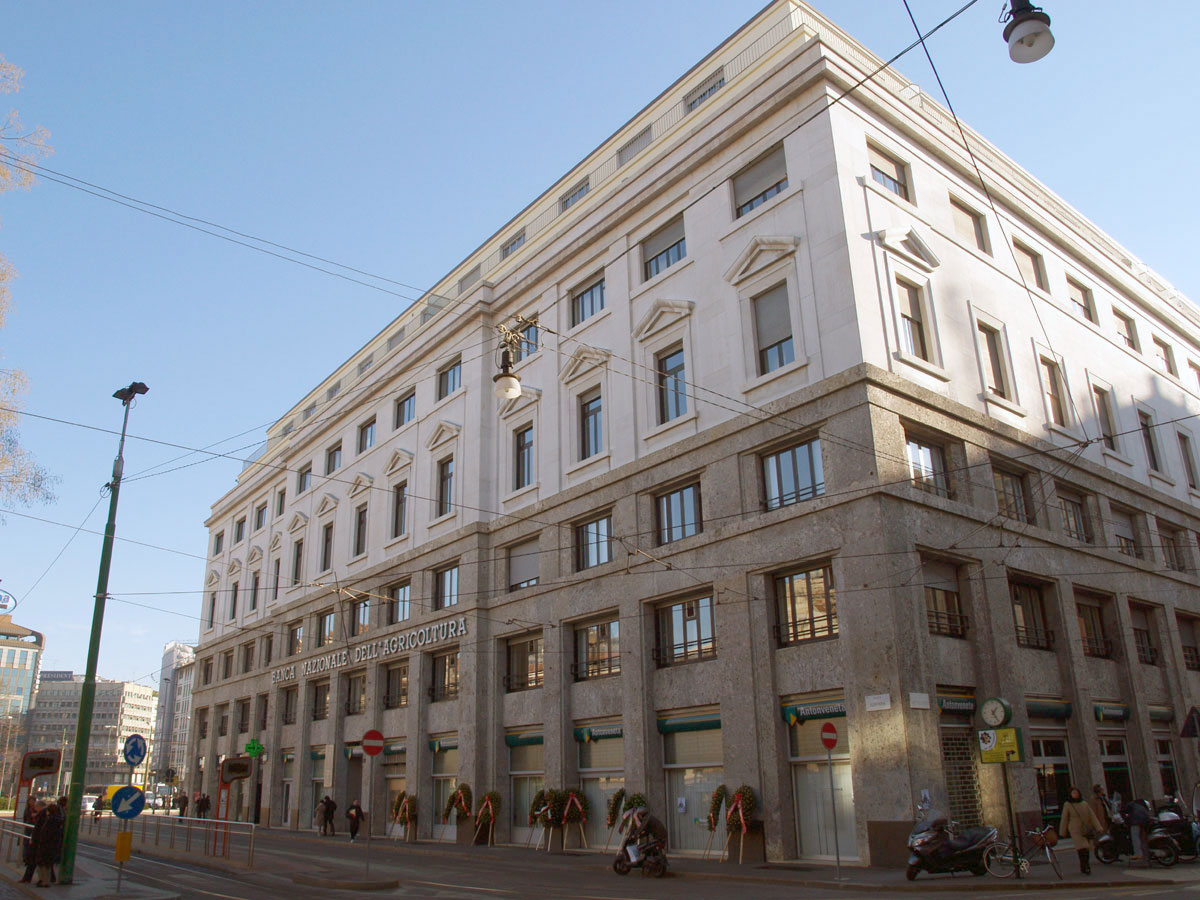
테러 38주년인 2007년 12월 12일의 사진 속 폰타나 광장의 국립농업은행 건물. 테러의 희생자들을 기억하기 위해 남겨진 화환들이 보인다.

1969년 12월 12일 금요일, 밀라노의 폰타나 광장에 있는 국립농업은행 본점은 주로 지방들에서 온 고객들로 가득 차 있었다. 여기서 폭발은 오후 4시 37분, 돔형 지붕에서 7kg 규모의 TNT가 담긴 장치가 폭발하면서 발생했으며, 이 폭발로 인해 17명이 사망하였다. 그중 13명은 즉사하였다. 또한, 87명이 부상당했으며 17번째 희생자는 1년 후 폭발로 인한 건강 문제로 사망했다.

## 조사

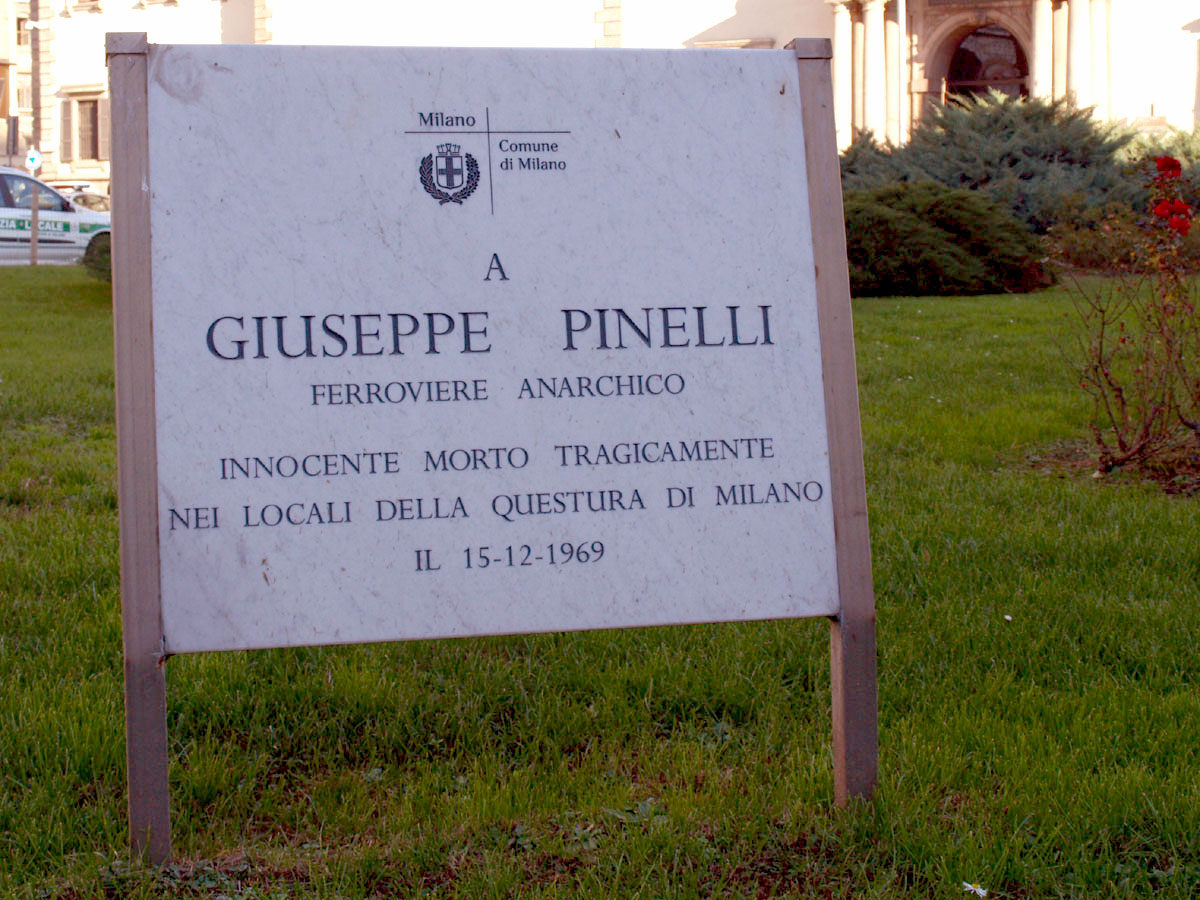
주세페 피넬리를 기리는 추모패.

처음에 조사는 모든 극단주의적인 조직들에 대해 이루어졌다. 80명이 조사를 위해 체포되었고, 3월 22일에는 주세페 피넬리를 포함한 일부 아나키스트들이 체포되었다.

### 주세페 피넬리

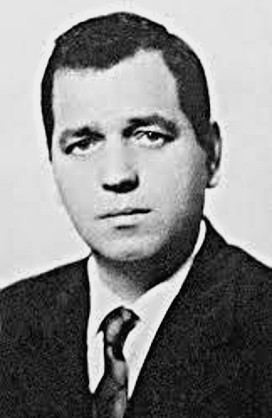
테러 당시 용의자로 지목된 주세페 피넬리.

주세페 피넬리는 본디 1969년 4월 25일에 발생한 테러의 용의자로 또다른 아나키스트들과 함께 지목된 이력이 었었다. 오랫동안 경찰의 심문을 받았던 그는 12월 15일까지 3일간의 조사 끝에 경찰서 건물의 4층에서 추락해 사망했는데, 추후 이루어진 부검에서는 피넬리의 사망은 질병으로 인한 사망이였고, 그로 인해 발코니 난간에서 혼자 넘어져 추락한 것이었다. 그러나 그가 사망한지 하루 뒤인 12월 16일에 나온 추측에는 그의 알리바이들이 모두 거짓으로 판명되자 그가 '아나키즘의 종말이다'라고 외치며 추락사했다는 것이었다.

### 피에트로 발프레다

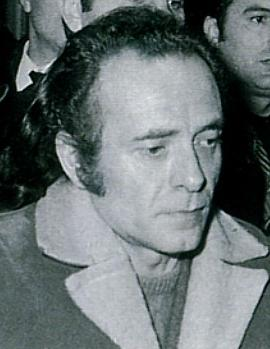
또다른 용의자로 지목된 피에트로 발프레다.

주세페 피넬리의 사망 하루 뒤, 또다른 아나키스트인 피에트로 발프레다가 체포되었다. 그는 테러 당시 코르넬리오 롤란디 (Cornelio Rolandi)라는 택시운전사가 그가 커다란 여행 가방을 들고 택시에서 내렸다며 증언했기 때문이었는데, 롤란디는 이 증언으로 5천만 리라에 달하는 포상금을 받아갔다. 비토리오 오코르시오는 그를 14명을 살해하고 80명을 부상입히게 한 죄목으로 그를 기소했는데, 코리엘레 델라 세라 신문에서는 '괴물'이 체포되었다며 헤드라인을 장식했다.
그러나 롤란디는 발프레다가 폰타나 광장에서 130m 떨어진 체사레 베카리아 광장에서 택시를 탔을 것이라고 증언했는데, 택시는 폰타나 광장에 발프레다를 내려 주지 않고 산타 테클라 거리에 내려주는 바람에 130m 대신 110m를 도보로, 게다가 폭탄이 들었을 여행 가방을 들고 이동했어야 했을 텐데, 발프레다가 발을 절뚝거리는 것이 확인되었기 때문에 이는 불가능한 시나리오로 결정내려졌다. 이후 이루어진 후속 조사에서는 범인이 안토니오 소토산티일 것이라는 가설이 내놓아지기도 했다.

## 재판
재판은 1972년 2월 23일에 로마에서 열렸다. 프랑코 프레다, 조반니 벤투라, 귀도 잔네티니, 그리고 멀리노가 추가로 연루된 가운데 법원은 이 세명에게 종신형을 선고했다. 여기서 발프레다와 멀리노는 증거불충분이었으나 범죄의 음모에 관련해서 징역 4년 6개월을 각각 선고받았다.

## 피해자

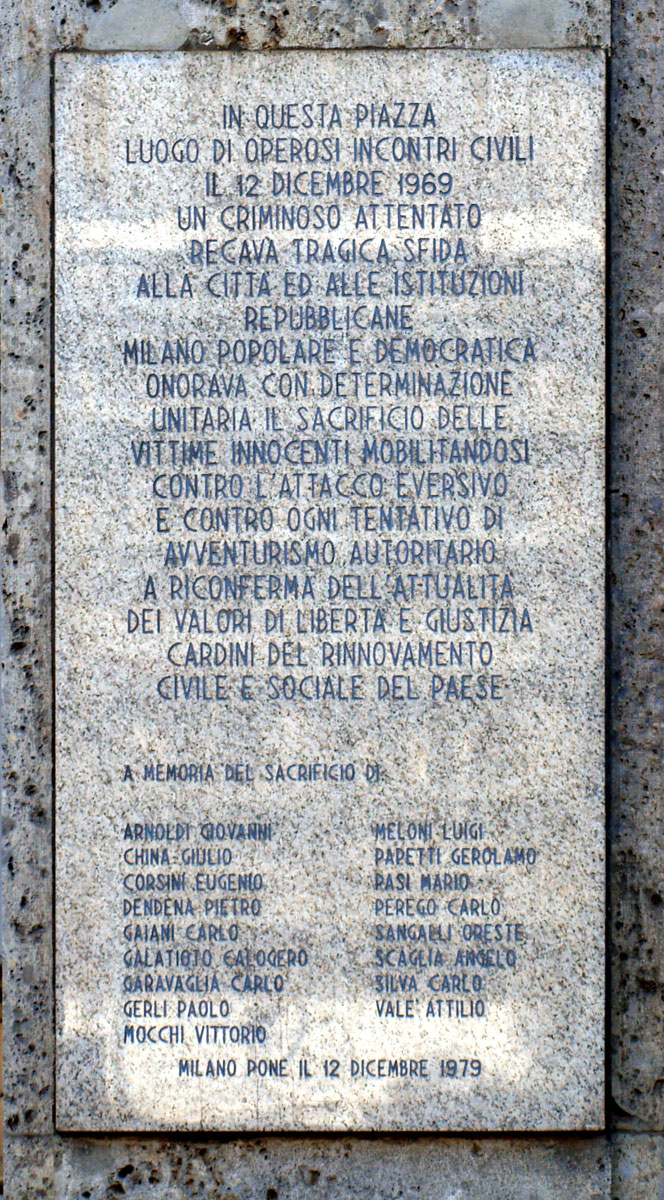
테러 10주년에 세워진 희생자들의 추모패.

- 조반니 아르놀디 (42)
- 줄리오 차이나 (57)
- 유지니오 코르시니 (71)
- 피에트로 데데나 (45)
- 카를로 가이아니 (56)
- 칼로제로 갈라티오토 (71)
- 카를로 가라바글리아 (67)
- 파올로 게를리 (77)
- 루이지 멜로니 (57)
- 비토리오 모치 (33)
- 게롤라모 파페티 (79)
- 마리오 파시 (50)
- 카를로 페레고 (74)
- 오레스테 상갈리 (49)
- 안젤로 스칼리아 (61)
- 카를로 실바 (71)
- 아틸리오 발레 (52)

## 관련된 사건

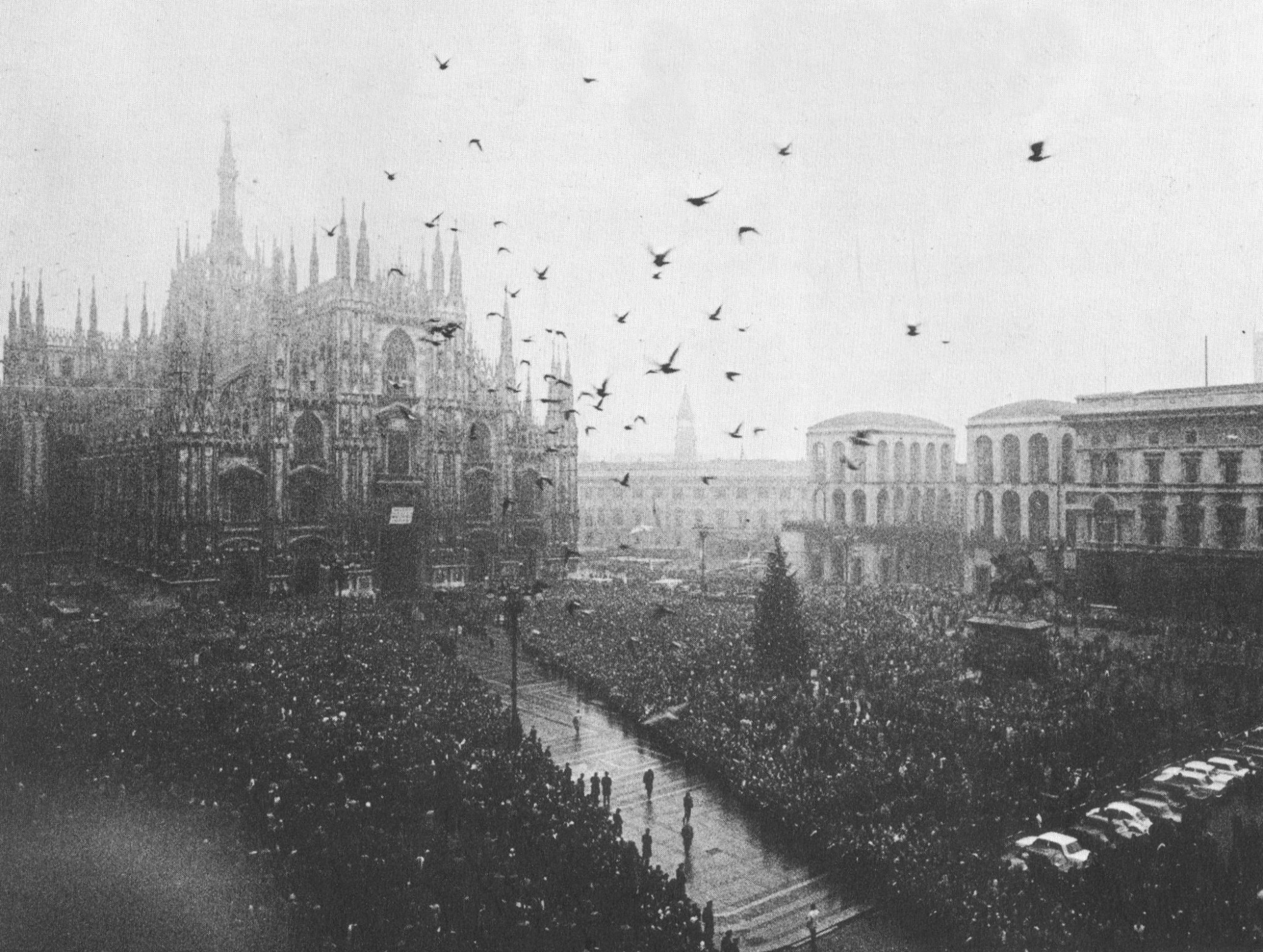
12월 15일에 두오모 광장에서 열린 추모식.

### 피넬리-칼리브레시 사건
주세페 피넬리가 조사 도중 사망하자 그의 사망 경위를 정확히 밝혀내기 위해 조사가 시작되었는데, 처음에 밀라노 경찰당국은 그가 테러에 연루된 것이 입증되자 자살했다고 주장하였으나 이는 거부되었다. 또한, 마르첼로 구이다 검철청장은 피넬리의 자살이 그의 유죄의 증거라고 떠벌리고 다녔으나 이후 그의 알리바이가 입증되자 이는 묵살되었다.
그럼에도 피넬리의 사망에 대한 공식 성명은 성명의 일부 불일치 등의 모순으로 인해 아나키스트들과 아나키즘 언론으로부터 비난받았다.
그러나 이러한 피넬리의 비극적인 죽음은 그의 조사를 담당했던 루이지 칼리브레시 또한 크게 비난받게 했다. 칼리브레시는 피넬리가 사망했을 때 그 자리에 없었음에도 수많은 언론들과 극좌 세력들에게 비난받거나 위협의 대상이 되었다. 이 때문에 루이지 칼리브레시는 1972년 5월 17일에 극좌파 무장세력에게 암살당하는 계기가 되었다.
칼리브레시의 암살 이후 25년의 긴 재판 끝에 오비디오 봄프레시, 조르지오 피에스트로파니, 아드리다노 소프리가 칼리브레시 암살 혐의로 유죄를 선고받았다.

## 같이 보기
- 신질서
- 붉은 여단
- 납의 시대
- 주세페 피넬리